# Carlo Ubbiali

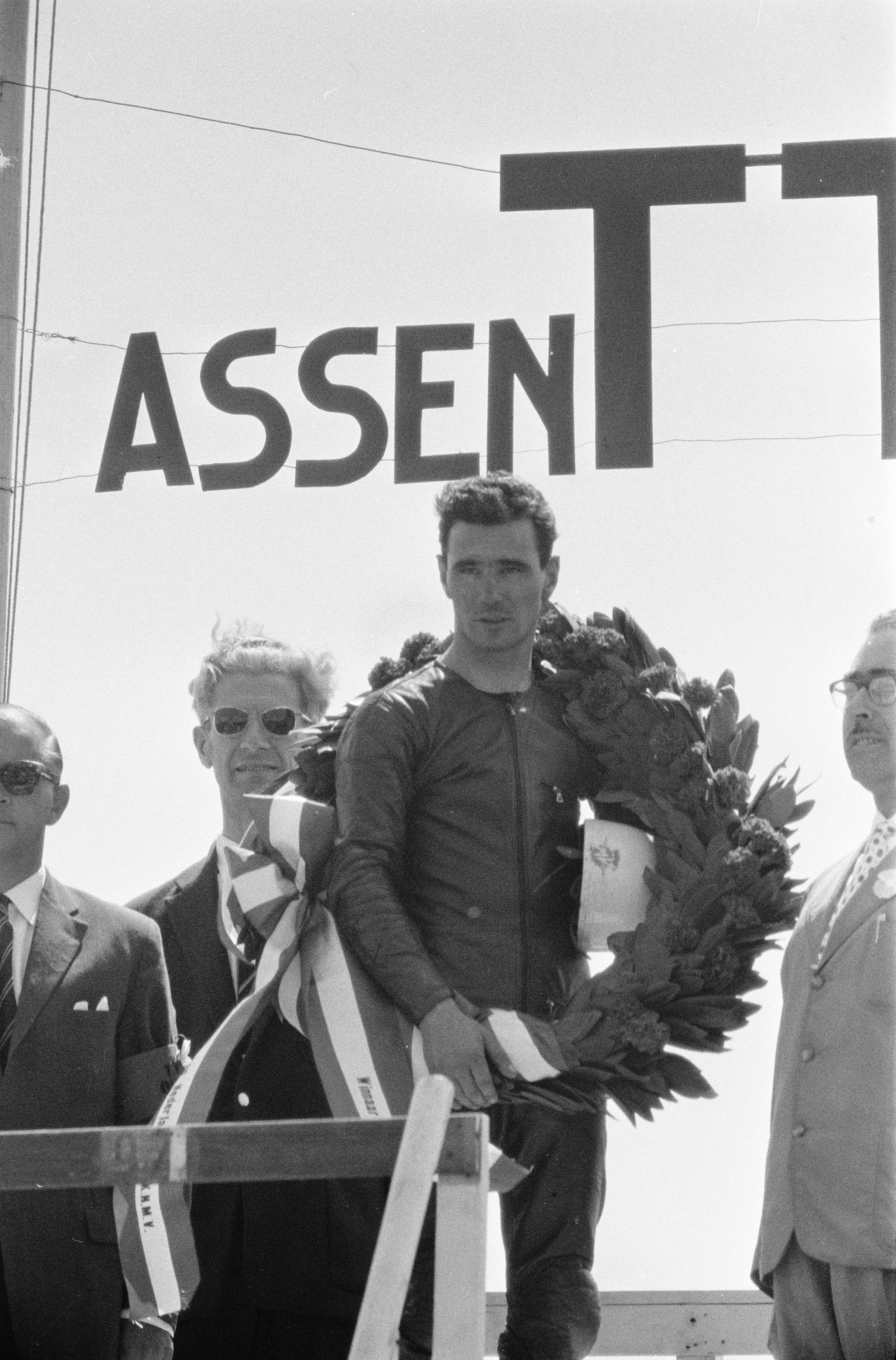
Carlo Ubbiali vid tävlingen i Holland 1960.

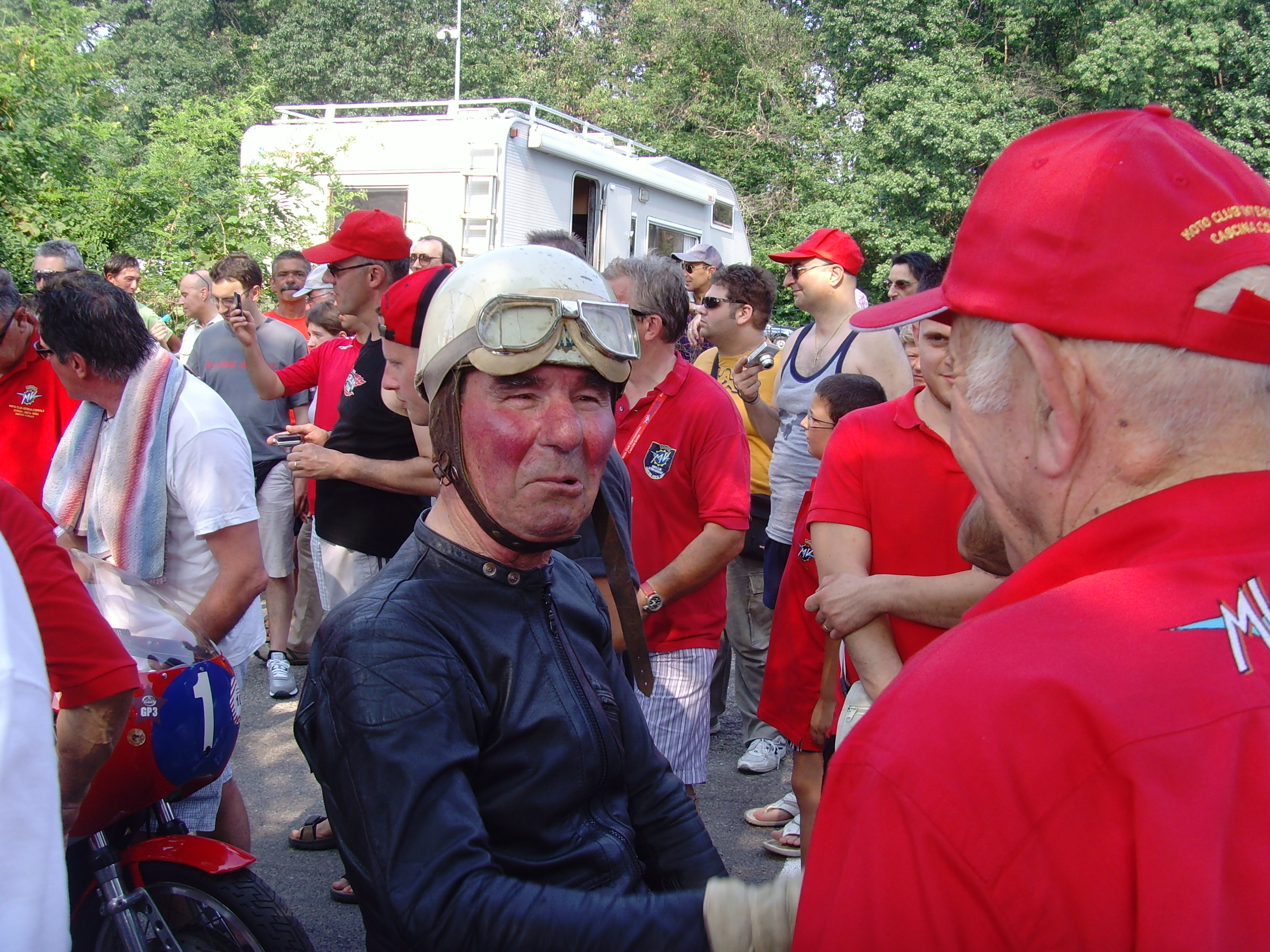
Carlo Ubbiali still going strong 2010.

Carlo Ubbiali, född 22 september 1929 i Bergamo i Lombardiet, död 2 juni 2020 i Bergamo, var en italiensk niofaldig roadracingvärldsmästare. Han är näst bäst i 125GP:s historia med sex titlar (bara slagen av Ángel Nieto) och tog dessutom tre titlar i 250GP. Större delen av karriären tillbringade han för MV Agusta.

## Segrar 250GP
| Nummer | Grand Prix   | År   |
| ------ | ------------ | ---- |
| 1      | Italien      | 1955 |
| 2      | Isle of Man  | 1956 |
| 3      | Holland      | 1956 |
| 4      | Belgien      | 1956 |
| 5      | Västtyskland | 1956 |
| 6      | Italien      | 1956 |
| 7      | Västtyskland | 1957 |
| 8      | Västtyskland | 1959 |
| 9      | Italien      | 1959 |
| 10     | Holland      | 1960 |
| 11     | Belgien      | 1960 |
| 12     | Nordirland   | 1960 |
| 13     | Italien      | 1960 |

## Segrar 125GP
| Nummer | Grand Prix   | År   |
| ------ | ------------ | ---- |
| 1      | Nordirland   | 1950 |
| 2      | Italien      | 1951 |
| 3      | Västtyskland | 1952 |
| 4      | Frankrike    | 1955 |
| 5      | Isle of Man  | 1955 |
| 6      | Västtyskland | 1955 |
| 7      | Holland      | 1955 |
| 8      | Italien      | 1955 |
| 9      | Isle of Man  | 1956 |
| 10     | Holland      | 1956 |
| 11     | Belgien      | 1956 |
| 12     | Nordirland   | 1956 |
| 13     | Italien      | 1956 |
| 14     | Västtyskland | 1957 |
| 15     | Italien      | 1957 |
| 16     | Isle of Man  | 1958 |
| 17     | Holland      | 1958 |
| 18     | Västtyskland | 1958 |
| 19     | Nordirland   | 1958 |
| 20     | Västtyskland | 1959 |
| 21     | Holland      | 1959 |
| 22     | Belgien      | 1959 |
| 23     | Isle of Man  | 1960 |
| 24     | Holland      | 1960 |
| 25     | Nordirland   | 1960 |
| 26     | Italien      | 1960 |